# Raïon de Kadochkino
Le raïon de Kadochkino (en russe : Кадо́шкинский райо́н, en erzya : Кадоньбуе, Kadońbuje, en moksha : Кадажень аймак, Kadažeń ajmak) est un raïon de la république de Mordovie, en Russie.

## Géographie
D'une superficie de 618,6 km2, le raïon de Kadochkino est situé au centre de la république de Mordovie dans la steppe boisée du nord des hautes terres de la Volga.
Le raïon de Kadochkino est traversé par les rivières Issa, Sivine et Potij.

## Démographie
La population du raïon de Kadochkino a évolué comme suit:
| 1991   | 2002  | 2009  | 2011  | 2015  |
| ------ | ----- | ----- | ----- | ----- |
| 11 074 | 9 484 | 7 917 | 7 883 | 7 253 |

| 2020  | - | - | - | - |
| ----- | - | - | - | - |
| 6 373 | - | - | - | - |

## Économie
Les entreprises industrielles sont situées à Kadochkino.
La part de la production industrielle en 2001 était de 1,6 % du volume de la république de Mordovie.
L'industrie de l'éclairage domine (91 %).
L'entreprise industrielle - JSC "Usine électrotechnique de Kadochkino", est l'une des entreprises les plus grandes et les plus techniquement développées de Mordovie.

## Galerie

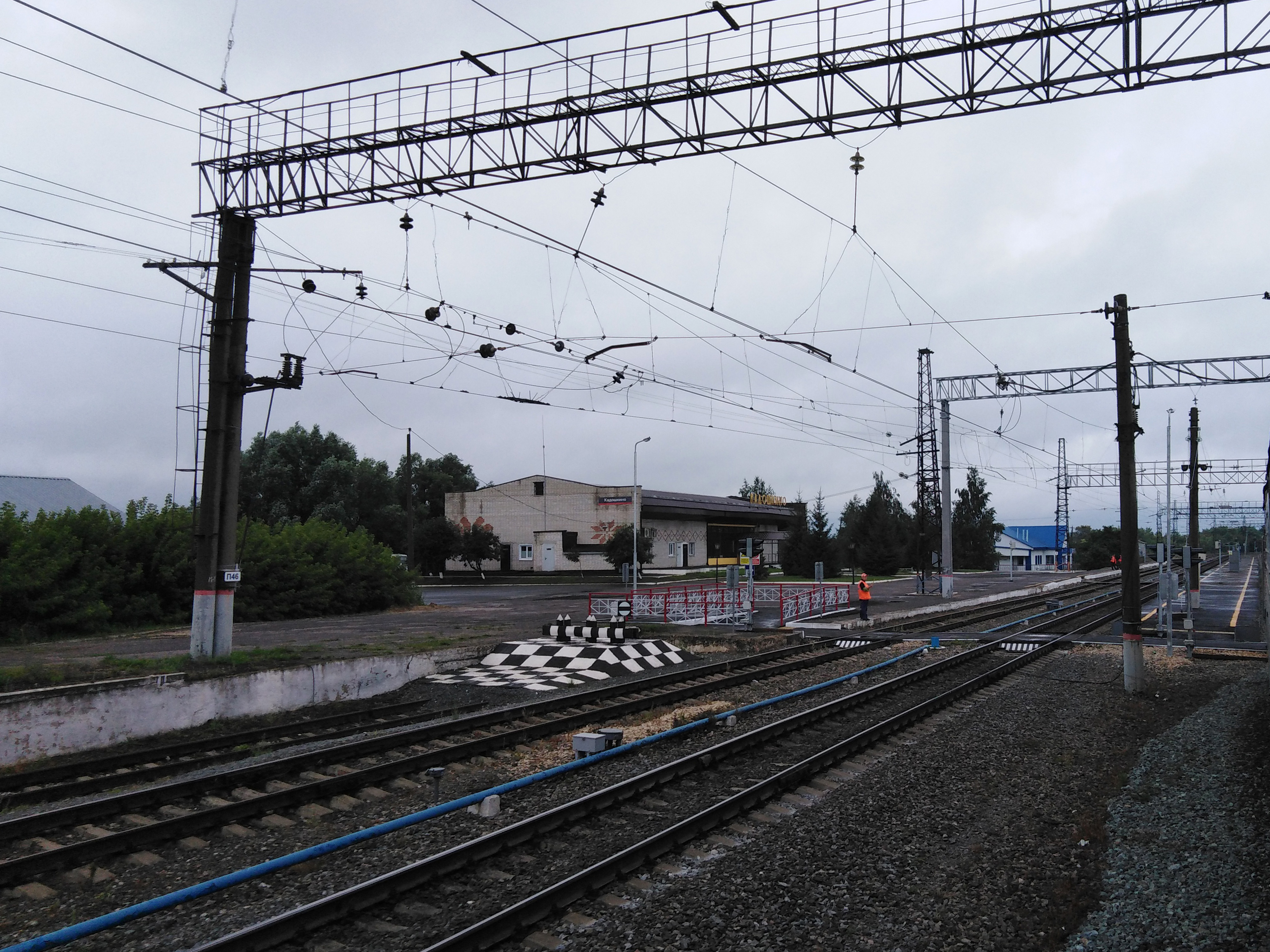
Gare de Kadochkino.